# Morella salicifolia
Morella salicifolia är en porsväxtart. Morella salicifolia ingår i släktet Morella och familjen porsväxter.

## Underarter
Arten delas in i följande underarter:
- M. s. meyeri-johannis
- M. s. mildbraedii
- M. s. salicifolia
- M. s. goetzei
- M. s. kilimandscharica